# サブエソス・デ・オルギン
サブエソス・デ・オルギン（スペイン語: Sabuesos de Holguín）は、キューバの野球リーグであるセリエ・ナシオナル・デ・ベイスボルに所属する野球チーム。本拠地はキューバ東部の都市オルギン。

## 概要
1977年に設立。
チームは長い間戦力に乏しくリーグ下位が定位置であったが、1995年にプレーオフに初進出し、2002年に初優勝を果たした。
オルギン州出身でキューバ独立戦争の英雄であるカリスト・ガルシアのあだ名にちなんで、選手はブラッドハウンド（狩猟犬）の愛称で呼ばれている。

## 主な所属選手
- アロルディス・チャップマン
- オズワルド・フェルナンデス
- ヤイセル・シエラ（英語版）
- ヨルダン・マンドゥレイ（英語版）
- リバン・モイネロ
- ルイス・ロドリゲス